# Jelena Dubok
Jelena Dubok (ros. Елена Дубок; ur. 3 sierpnia 1976 w Ałmaty) – kazachska biathlonistka, uczestniczka zimowych igrzysk olimpijskich.
Starty w Pucharze Świata rozpoczęła zawodami w Osrblie w roku 1996 zajmując 38. miejsce w biegu indywidualnym na 15 km. Najlepszy wynik w Pucharze Świata osiągnęła w 1998 w Osrblie zajmując 36. miejsce w sprincie.

## Osiągnięcia

### Zimowe Igrzyska Olimpijskie
| Rok  | Miejscowość    | Konkurencje | Konkurencje | Konkurencje | Konkurencje | Konkurencje | Konkurencje | Konkurencje |
| Rok  | Miejscowość    | IN          | SP          | PU          | MS          | RL          | MR          | SR          |
| ---- | -------------- | ----------- | ----------- | ----------- | ----------- | ----------- | ----------- | ----------- |
| 1998 | Nagano         | –           | –           | –           | –           | 11.         | –           | –           |
| 2002 | Salt Lake City | 60.         | 62.         | –           | –           | –           | –           | –           |

### Mistrzostwa świata
| Rok  | Miejscowość     | Konkurencje | Konkurencje | Konkurencje | Konkurencje | Konkurencje | Konkurencje | Konkurencje |
| Rok  | Miejscowość     | IN          | SP          | PU          | MS          | RL          | MR          | SR          |
| ---- | --------------- | ----------- | ----------- | ----------- | ----------- | ----------- | ----------- | ----------- |
| 1997 | Osrblie         | 63.         | 80.         | –           | –           | 6.          | –           | –           |
| 2003 | Chanty-Mansyjsk | 41.         | 62.         | –           | –           | –           | –           | –           |
| 2004 | Oberhof         | 72.         | 75.         | –           | –           | 17.         | –           | –           |
| 2005 | Hochfilzen      | 51.         | 85.         | –           | –           | 19.         | –           | –           |